# Фромборк (гміна)
Гмі́на Фромбо́рк (пол. Gmina Frombork) — місько-сільська гміна у північній Польщі. Належить до Браневського повіту Вармінсько-Мазурського воєводства.
Станом на 31 грудня 2011 у гміні проживало 3739 осіб.

## Територія
Згідно з даними за 2007 рік площа гміни становила 125.82 км², у тому числі:
- орні землі: 42.00%
- ліси: 20.00%

Таким чином, площа гміни становить 10.45% площі повіту.

## Населення
Станом на 31 грудня 2011:
| Опис     | Загалом | Загалом | Чоловіки | Чоловіки | Жінки | Жінки |
| -------- | ------- | ------- | -------- | -------- | ----- | ----- |
| одиниця  | осіб    | %       | осіб     | %        | осіб  | %     |
| все      | 3739    | 100     | 1839     | 49.18    | 1900  | 50.82 |
| міське   | 2464    | 100     | 1186     | 48.13    | 1278  | 51.87 |
| сільське | 1275    | 100     | 653      | 51.22    | 622   | 48.78 |

## Сусідні гміни
Гміна Фромборк межує з такими гмінами: Бранево, Криниця-Морська, Млинари, Плоскіня, Толькмицько.